# Palaiargia ernstmayri
Palaiargia ernstmayri är en trollsländeart som beskrevs av Maurits Anne Lieftinck 1972. Palaiargia ernstmayri ingår i släktet Palaiargia och familjen dammflicksländor. Inga underarter finns listade i Catalogue of Life.